# Arquebisbat de Southwark
L'arquebisbat de Southwark (anglès: Archdiocese of Southwark; llatí: Archidioecesis Southvarcensis) és una seu metropolitana de l'Església Catòlica a Anglaterra. El 2014 tenia 390.733 batejats sobre una població de 4.543.000 habitants. Actualment està regida per l'arquebisbe Peter Smith.

## Territori
L'arxidiòcesi comprèn els boroughs del Gran Londres situats al sud del riu Tàmesi, així com els comtats de Kent i l'autoritat unitària de Medway.
La seu arxiepiscopal és la ciutat de Londres, on es troba la catedral de Sant Jordi.
El territori s'estén sobre 3.000 km², i està dividit en 179 parròquies.

### Organització territorial de l'arxidiòcesi
La diòcesi està dividida en 3 àrees pastorals i 20 arxiprestats:
Àrea pastoral de Kent: 50 parròquies
- Canterbury (7): Ashford; Ashford South; Canterbury; Faversham; Herne Bay; Hersden; Whitstable.
- Chatham (9): Chatham; Gillingham; Parkwood and Wigmore; Rainham; Rochester; Sheppey; Sittingbourne; Strood; Walderslade.
- Dover (8): Aylesham; Buckland; Deal; Dover; Folkestone; Folkestone West; Hythe; Mongeham.
- Gravesend (7): Dartford; Dartford-St Vincent's; Gravesend; Hartley; Meopham; Northfleet; Swanley.
- Maidstone (7): Bearsted and Harrietsham; Cranbrook; Goudhurst; Maidstone; Maidstone South; Tenterden; West Malling.
- Thanet (4): Birchington and Westgate; Margate and Cliftonville; Broadstairs; Ramsgate and Minster.
- Tunbridge Wells (8): Edenbridge; Paddock Wood; Pembury; Sevenoaks; Southborough; Tonbridge; Tunbridge Wells; Westerham.

 Àrea pastoral del Sud-est: 66 parròquies
- Bexley (9): Bexley; Bexleyheath; Blackfen; Bostall Park; Crayford; Erith; Sidcup; Thamesmead South; Welling.
- Bromley (13): Anerley; Beckenham; Biggin Hill; Bromley; Bromley Common; Chislehurst; Chislehurst West; Farnborough; Hayes; Orpington; Petts Wood; St Mary and St Paul's Cray; West Wickham.
- Camberwell (6): Camberwell; Dulwich; Dulwich Wood Park; Nunhead; Peckham; Peckham Rye.
- Greenwich (15): Abbey Wood-St Benet's; Abbey Wood-St David's; Blackheath; Charlton; Eltham; Eltham Well Hall; Greenwich; Greenwich East; Kidbrooke; Mottingham; Plumstead; Plumstead Common; Shooters Hill; Thamesmead Central; Woolwich.
- Lambeth (13): Brixton; Brixton Hill; Clapham; Clapham Park; Italian Mission; Norbury; Norwood West; Herne Hill; Stockwell; Streatham; Streatham Hill; Vauxhall; Waterloo.
- Lewisham (10): Beckenham Hill; Brockley; Catford; Deptford; Downham; Forest Hill; Lee; Lewisham; Sydenham; Sydenham Kirkdale.

 Àrea pastoral Sud-oest: 64 parròquies
- Balham (9): Balham; Battersea Park; Battersea West; Clapham Common; Earlsfield; Tooting; Tooting Bec; Wandsworth; Wandsworth East Hill.
- Catedral (9): Cathedral; Bermondsey-Dockhead; Bermondsey-Melior Street; Bermondsey South; Borough; Kennington Park; Rotherhithe; Surrey Docks; Walworth.
- Croydon (13): Addiscombe; Coulsdon; Croydon South; Croydon West; New Addington; Norwood South; Norwood Upper; Old Coulsdon; Purley; Sanderstead; Selsdon; Thornton Heath; Waddon.
- Kingston (7): Chessington; Kingston; Kingston Hill; New Malden; Norbiton; Surbiton; Tolworth.
- Merton (9): Colliers Wood; Merton; Mitcham; Morden; Pollards Hill; Tooting (Links Road); Wimbledon; Wimbledon Park; Wimbledon South.
- Mortlake (9): Barnes; East Sheen; Ham; Kew Gardens; Mortlake; Putney; Richmond; Roehampton; Wimbledon Common.
- Sutton (8): Carshalton; Carshalton Beeches; Cheam; North Cheam; Sutton; Sutton Green; Wallington; Worcester Park.

## Història
La diòcesi de Southwark va ser erigida el 29 de setembre de 1850, simultàniament amb la restauració de la jerarquia catòlica a Anglaterra i Gal·les, mitjançant el breu Universalis Ecclesiae del Papa Pius IX, prenent el territori del vicariat apostòlic del Districte de Londres (avui arxidiòcesi de Westminster. Originàriament era sufragània de Westminster.
El 19 de maig de 1882 cedí una porció del seu territori per tal que s'erigís el bisbat de Portsmouth.
El 28 de maig de 1965, en virtut de la butlla Romanorum Pontificum del Papa Pau VI cedí una nova porció de territori al bisbat d'Arundel i Brighton i, paral·lelament, va ser elevada al rang d'arxidiòcesi metropolitana.
Al maig del 1982 rebé la visita del Papa Joan Pau II.

## Pelegrinatge
L'arxidiòcesi de Southwark forma part de l'Associació Catòlica de Pelegrinatge.

## Cronologia episcopal
- Thomas Grant † (27 de juny de 1851 - 31 de maig de 1870 mort)
- James Danell † (10 de gener de 1871 - 14 de juny de 1881 mort)
- Robert Aston Coffin, C.SS.R. † (25 de maig de 1882 - 6 d'abril de 1885 mort)
- John Baptist Butt † (26 de juny de 1885 - 12 d'abril de 1897 renuncià)
- Francis Alphonsus Bourne † (9 d'abril de 1897 - 11 de setembre de 1903 nomenat arquebisbe de Westminster)
- Peter Emmanuel Amigo † (12 de març de 1904 - 1 d'octubre de 1949 mort)
- Cyril Conrad Cowderoy † (12 de desembre de 1949 - 10 d'octubre de 1976 mort)
- Michael George Bowen (28 de març de 1977 - 6 de novembre de 2003 renuncià)
- Kevin John Patrick McDonald (6 de novembre de 2003 - 4 de desembre de 2009 renuncià)
- Peter Smith, des del 30 d'abril de 2010

## Estadístiques
A finals del 2014, la diòcesi tenia 390.733 batejats sobre una població de 4.543.000 persones, equivalent al 8,6% del total.
| any  | població | població  | població | sacerdots | sacerdots       | sacerdots       | sacerdots             | diaques | religiosos | religiosos | parròquies |
| ---- | -------- | --------- | -------- | --------- | --------------- | --------------- | --------------------- | ------- | ---------- | ---------- | ---------- |
| any  | batejats | total     | %        | total     | clergat secular | clergat regular | batejats por sacerdot | diaques | homes      | dones      |            |
| 1950 | 200.000  | 5.000.000 | 4,0      | 777       | 471             | 306             | 257                   |         |            |            | 204        |
| 1970 | 353.502  | 4.320.000 | 8,2      | 556       | 360             | 196             | 635                   |         | 268        | 1.566      | 170        |
| 1980 | 395.158  | 4.241.000 | 9,3      | 502       | 312             | 190             | 787                   | 1       | 287        | 1.190      | 173        |
| 1990 | 385.486  | 4.040.000 | 9,5      | 502       | 316             | 186             | 767                   | 37      | 272        | 989        | 186        |
| 1999 | 380.979  | 4.048.900 | 9,4      | 449       | 315             | 134             | 848                   | 64      | 171        | 869        | 186        |
| 2000 | 383.733  | 4.048.900 | 9,5      | 442       | 319             | 123             | 868                   | 66      | 146        | 816        | 185        |
| 2001 | 387.695  | 4.048.890 | 9,6      | 402       | 283             | 119             | 964                   | 70      | 172        | 656        | 184        |
| 2002 | 377.726  | 4.048.900 | 9,3      | 401       | 278             | 123             | 941                   | 71      | 182        | 740        | 183        |
| 2003 | 376.401  | 4.048.900 | 9,3      | 417       | 299             | 118             | 902                   | 77      | 176        | 753        | 185        |
| 2004 | 385.384  | 4.048.900 | 9,5      | 393       | 273             | 120             | 980                   | 78      | 160        | 705        | 185        |
| 2010 | 383.265  | ?         | ?        | 418       | 274             | 144             | 916                   | 80      | 195        | 589        | 181        |
| 2014 | 390.733  | 4.543.000 | 8,6      | 414       | 274             | 140             | 943                   | 78      | 193        | 417        | 179        |